# Marc Van Der Linden
Marc Van Der Linden (4 de fevereiro de 1964) é um ex-futebolista belga que competiu na Copa do Mundo FIFA de 1990.